# Upernaviarsuk
Upernaviarsuk [uˌpɜnːaviˈɑsːuk] (nach alter Rechtschreibung Upernaviarssuk) ist eine grönländische Schäfersiedlung im Distrikt Qaqortoq in der Kommune Kujalleq.

## Lage
Upernaviarsuk liegt am Ende einer Halbinsel am Qaqortukuluup Imaa bzw. an dessen westlichem Teil, dem Sund Qoornua, der durch die im Fjord liegende Insel Arpatsivik mit der gleichnamigen verlassenen Schäfersiedlung gebildet wird. Am Ende des Fjords liegt die ebenfalls verlassene Schäfersiedlung Qaqortukulooq elf Kilometer nordöstlich. Bis nach Qaqortoq sind es nur acht Kilometer nach Westen.

## Geschichte
Die Stelle, an der Upernaviarsuk heute liegt, war schon früher bewohnt. Noch heute finden sich hier vorzeitliche Ruinen.
Upernaviarsuk wurde 1781 als erste neuzeitliche landwirtschaftliche Siedlung Grönlands gegründet, als Anders Olsen und seine Frau Tuperna sich hier niederließen. Nach kurzer Zeit brannte ihr Hof nieder und sie zogen 1782/1783 37 km weiter fjordaufwärts, wo sie die Siedlung Igaliku gründeten. Ihr Sohn Johannes Andersen baute Upernaviarsuk wieder auf und lebte hier selbst, bis er 1786 nach dem Tod seines Vaters den Hof in Igaliku übernahm.
1953 wurde unter der Leitung des Dänen Poul Bjerge (einem Schwager von Jonathan Motzfeldt) eine landwirtschaftliche Versuchsstation mit Gärtnerei und Pflanzenschule, wo vierlei Gemüse angebaut wird. Poul Bjerge leitete diese bis zu seiner Pensionierung im Jahr 2000. 1955 wurde zudem die 1915 gegründete Schäferstation aus Qaqortoq nach Upernaviarsuk verlegt. 1965 lebten zwei Familien in Upernaviarsuk. Der Ort hatte ein Kraftwerk und eine Radioverbindung nach Qaqortoq sowie einen Kai mit zwei eigenen Motorbooten und zwei Transportpontonen. Heute befindet sich Grönlands staatliche Landwirtschaftsschule in Upernaviarsuk, wo man sich zum Schäfer, Feld- oder Gewächshauslandwirt ausbilden lassen kann. Die Schule musste 2025 wegen des schlechten Zustands der Wohn- und Unterrichtsgebäude geschlossen und die Ausbildung nach Narsaq verlegt werden.
Seit 2017 ist Upernaviarsuk Teil des UNESCO-Welterbes Kujataa.

## Bevölkerungsentwicklung
Die Bevölkerungszahl von Upernaviarsuk schwankt zwischen drei und über 20 Personen, die auf der Versuchsstation arbeiten.